# سالفاتوري بينا
سالفاتوري بينا (بالإيطالية: Salvatore Pinna)‏ هو لاعب كرة قدم إيطالي في مركز حراسة المرمى، ولد في 23 أغسطس 1975 في سورسو في إيطاليا. لعب مع نادي بيسكارا ونادي تارانتو 1927 ونادي ساليرنيتانا.

## وصلات خارجية
- سالفاتوري بينا على موقع إي إس بي إن إف سي (الإنجليزية)
- سالفاتوري بينا على موقع قاعدة بيانات كرة القدم.إي يو (الإنجليزية)
- سالفاتوري بينا على موقع عالم كرة القدم.نت (الإنجليزية)